# Pachycnema saga
Pachycnema saga är en skalbaggsart som beskrevs av Louis Albert Péringuey 1902. Pachycnema saga ingår i släktet Pachycnema och familjen Melolonthidae. Inga underarter finns listade i Catalogue of Life.